# Carrefour de l'horloge
Il Carrefour de l'horloge (ex Club de l'horloge) è un think tank francese creato nel 1974 da Jean-Paul Antoine, Yvan Blot, Jean-Yves Le Gallou, Henry de Lesquen, Didier Maupas e Bernard Mazin.
Yvan Blot (dal 1974 al 1985) ed Henry de Lesquen (sino dal 1985) l'hanno successivamente presieduto.
È dichiaratamente di destra.

## Premio Lysenko
Il Carrefour de l'horloge attribuisce ogni anno il premio Lysenko (prix Lyssenko), a persone che con i loro scritti o gesti avrebbero (secondo il punto di vista della giuria che conferisce il premio) apportato «un contributo esemplare alla disinformazione in materia scientifica o storica, utilizzando metodi e argomentazioni ideologiche».

### Polemiche
Nel 2003 la storica Élisabeth Roudinesco ("vincitrice" del premio per quell'anno) pubblicò su Les Temps modernes un articolo in cui accusava alcuni membri del Club de l'horloge di «antisemitismo mascherato». Il club, dopo aver chiesto e ottenuto il diritto di replica sulle pagine della stessa rivista, convocò in giudizio la studiosa per diffamazione; quest'ultima fu assolta sia in primo grado (nel giugno 2005) sia in appello (marzo 2006) in base al diritto di esprimere liberamente le proprie idee nel dibattito intellettuale.

### Vincitori[4]
- 1990: Albert Jacquard e Jean-Noël Jeanneney
- 1991: Hervé Le Bras
- 1992: Robert Badinter
- 1993: Carlo Ginzburg e Jean-Paul Demoule
- 1994: John Kenneth Galbraith
- 1995: Jean-Pierre Chrétien
- 1996: André Langaney
- 1997: Pascal Perrineau
- 1998: Pierre Bourdieu
- 1999: Michèle Tribalat
- 2000: Martin Bernal
- 2001: Gilles Kepel e Bruno Étienne
- 2002: Daniel Cohn-Bendit, Olivier Duhamel e Thierry Vissol
- 2003: Élisabeth Roudinesco
- 2004: Didier Billion
- 2005: Olivier Le Cour Grandmaison
- 2006: Catherine Wihtol de Wenden
- 2007: Alain de Libera
- 2008: Bernard Maris
- 2009: Éric Besson e Gérard Noiriel
- 2010: Jean Jouzel e Nicolas Hulot
- 2011: Philippe Meirieu
- 2012: Luc Chatel, Judith Butler e Éric Fassin
- 2013: Olivier Roy e Raphaël Liogier
- 2014: Pierre-André Taguieff
- 2016: Thomas Piketty
- 2017: Patrick Boucheron
- 2021: Neil Ferguson e Simon Cauchemez